# Williams FW06
A Williams FW06 egy Formula–1-es versenyautó, melyet a Williams csapat tervezett és indított az  1978-as, majd az 1979-es Formula–1 világbajnokságban. Pilótái Alan Jones és Clay Regazzoni voltak. Ez volt az önállóan induló Williams csapat első saját építésű autója.

## Áttekintés
Miután az előző idényt egy March kasztnival versenyezték végig, szerény eredményekkel, Frank Williams újra saját autóval szeretett volna nevezni. Ez volt Patrick Head első önálló tervezése, amelynél figyelembe vette a March kasztni hiányosságait és az FW04-essel elért tapasztalatokat. Az autó egyszerű és könnyű kasztnit kapott, ami jól kezelhető volt. Hagyományos tervezési filozófia mentén készült, viszont annyira szűkre szabva, amennyire lehetséges. Az autó egyes elemeit, az akkori időkben nem szokatlan módon, innen-onnan szedték össze, például a hűtőrácsok egy Volkswagen Golfról származtak.
A Saudi Arabian Airlines és a TAG szponzorokkal a hátuk mögött először az 1978-as szezonnyitón gördült pályára az FW06-os Argentínában. Ebben az idényben egyetlen pilóta, Alan Jones vezette az autót, aki három alkalommal szerzett pontot, köztük egy dobogót Watkins Glenben. Habár a megbízhatóság egész évben problémás volt, folyamatosan kapott fejlesztéseket, amelyeknek köszönhetően a szívóhatást (ground effect) nem használó autók között az egyik legjobb volt. Az idényt a csapat konstruktőri kilencedikként zárta.
1979 első négy versenyén is az autót használták, ekkor már Clay Regazzoni is csatlakozott hozzájuk. Egyszer szereztek vele pontot, akkor is egy harmadik helyet Jones Long Beach-en, de már nyilvánvaló volt, hogy a szívóhatást kihasználó autókkal szemben semmi esélyük, ezért nyugdíjazták.
A kasztnit ezután Giacomo Agostini vásárolta meg, aki 1979-ben és 1980-ban is a brit Formula–1-ben versenyzett vele.

## Eredmények
Félkövérrel jelölve a pole pozíció, dőlt betűvel a leggyorsabb kör.
| Év   | Csapat                          | Motor             | Gumik | Pilóták        | 1   | 2   | 3   | 4   | 5   | 6   | 7   | 8   | 9   | 10  | 11  | 12  | 13  | 14  | 15  | 16  | Pontok | Helyezés |
| ---- | ------------------------------- | ----------------- | ----- | -------------- | --- | --- | --- | --- | --- | --- | --- | --- | --- | --- | --- | --- | --- | --- | --- | --- | ------ | -------- |
| 1978 | Williams Grand Prix Engineering | Ford Cosworth DFV | G     |                | ARG | BRA | RSA | USW | MON | BEL | ESP | SWE | FRA | GBR | GER | AUT | NED | ITA | USA | CAN | 11     | 9.       |
| 1978 | Williams Grand Prix Engineering | Ford Cosworth DFV | G     | Alan Jones     | KI  | 14  | 4   | 7   | KI  | 10  | 8   | KI  | 5   | KI  | KI  | KI  | KI  | 13  | 2   | 9   | 11     | 9.       |
| 1979 | Albilad-Saudia Racing Team      | Ford Cosworth DFV | G     |                | ARG | BRA | RSA | USW | ESP | BEL | MON | FRA | GBR | GER | AUT | NED | ITA | CAN | USA |     | 75*    | 2.       |
| 1979 | Albilad-Saudia Racing Team      | Ford Cosworth DFV | G     | Alan Jones     | 9   | KI  | KI  | 3   |     |     |     |     |     |     |     |     |     |     |     |     | 75*    | 2.       |
| 1979 | Albilad-Saudia Racing Team      | Ford Cosworth DFV | G     | Clay Regazzoni | 10  | 15  | 9   | KI  |     |     |     |     |     |     |     |     |     |     |     |     | 75*    | 2.       |

- 71 pontot szereztek az FW07-essel

## Forráshivatkozások
1. ↑  Michaelmad: Williams FW06 (amerikai angol nyelven). Williams Racing Fans | F1 News & chat | Cars, races & drivers, 2018. június 14. (Hozzáférés: 2025. április 14.)
2. ↑  1978 Williams FW06 (amerikai angol nyelven). conceptcarz.com. (Hozzáférés: 2025. április 14.)
3. ↑  8W - Who? - Giacomo Agostini. 8w.forix.com. (Hozzáférés: 2025. április 14.)